# Camposonaldo
Camposonaldo (in dialetto romagnolo: Chempsunèld) è una frazione del comune di Santa Sofia, in provincia di Forlì-Cesena.
Questo piccolo borgo di una trentina abitanti, situato nella valle del Bidente sull'Appennino forlivese, si trova a circa 5 km di distanza dal capoluogo comunale.
L'insediamento è costituito da una decina di abitazioni civili e da una pieve dedicata a san Giovanni Battista.

## Storia
Già nota come Campo Sonaldo (Campus Sonaldi), i primi documenti degli annalisti camaldolensi che attestano l'esistenza della località risalgono al 1425 e ricordano come nel già nel 1264 l'abbate di Santa Maria in Cosmedin o dell'Isola assegnò il castello di Santa Sofia agli uomini del Comune di Camposonaldo al fine di eleggere liberamente il proprio parroco. Altri documenti, custoditi presso l'Archivio Storico Diocesano di Sansepolcro, sono datati 1598.
Dalle origini al 1785 la chiesa ha fatto parte del nullius abbaziale di Galeata; dal 1785 al 1975 della Diocesi di Sansepolcro, dal 1975 al 1986 della Diocesi di Forlì; dal 1986 fa parte della Diocesi di Forlì-Bertinoro.
Nel 1551 gli abitanti erano 161, mentre negli anni 1745 e 1833 vi erano rispettivamente 207 e 195 abitanti censiti.

## Monumenti e luoghi d'interesse
La pieve di san Giovanni Battista, donata nel XIII secolo dal giuspatronato degli arcivescovi di Ravenna all'abbazia di Santa Maria in Cosmedin, fu distrutta più volte nel corso dei secoli da violenti terremoti verificatisi nella zona, in particolare dal sisma del 1661, 1768 e 1918. Successivamente la chiesa venne nuovamente ricostruita, subendo poi ulteriori restauri nel 1947. La chiesa contiene gli arredi storici della parrocchia e quelli dell'abbandonata chiesa di Spescia.